# Хронологія українського повстанського руху (1943)
Нижче наведено список подій за участю УПА та Організіції українських націоналістів за 1943 рік.

## Січень
- 7 січня — пoвстaнцi мали бiй з пoльськими пoлiцaями нa хyтopi Bисoкий пoблизy села Оженин Остpoзькoгo paйoнy нa Piвненщинi. У цьoмy бoю зaгинyв один упівець[1].
- 8 січня — начальник поліції безпеки і СД від доповідає про масові арешти оунівців в Маґдебурзі, Бравншвайгу, Ґоті, Франкфурті на Майні, Празі. (Подано імена арештованих). У Львові арештовано священика Йозефа Петерса, народженого в Зідлюнґсгавзені 1905 року, за працю, разом з українськими кругами, ворожу Рейху[2].
- 22 січня — ще одна хвиля масових арештів співробітниками гестапо членів ОУН-Бандери в Німеччині: Відень — 2 особи, Опельн — 10 осіб, Ганновер — 55 осіб, Берлін — 155 осіб[3].

## Лютий
- 7-8 лютого — відбувся бій між загоном "Коробки" (УПА Північ) та німецьким гарнізоном містечка Володимирець Рівненської області. Того дня перша сотня УПА (загін Коробки) здійснила успішний напад на німецький гарнізон, що дислокувався у Володимирці. Окрім 30 німців, до складу гарнізону входило до 70 узбеків та 200 осіб поліції. Бій тривав цілу ніч й завершився розгромом німецького гарнізону. Було розбито станицю німецької жандармерії й здобуто значну кількість зброї та амуніції. За даними УПА, загинули 7 супротивників, в тому числі німецький командир жандармерії[4]. УПА втратила одного убитого та двох поранених. За словами одного з учасників бою, Федора Кіндрата втрати німців досягли 63 вбитими та 19 потрапило у полон, включно з комендантом жандармерії.[5]
- 9 лютого — у польську колонію Паросля I (Сарненський район) увійшла група осіб, які представилися радянськими партизанами та вимагали надати їм їжу. У садибах мешканців розмістилися по кілька (кільканадцять) прибульців. Навколо колонії було виставлено охорону, яка мала затримувати будь-яких випадкових перехожих. Згодом прибульці запропонували мешканцям зв'язати їх, щоб убезпечити від можливої німецької помсти. Після того, як це було здійснено, зв'язаних мешканців було вбито (за різними підрахунками — від 155 до 173 осіб). За твердженням польського дослідника Ґжеґожа Мотики населення колонії Паросля було знищено сотнею УПА під командою «Довбешки-Коробки» (Григорія Перегіняка)[6]. За версією Владислава та Еви Сємашків знищення Парослі було здійснено загонами бульбівців[7]. За версією польського дослідника Владислава Філяра знищення Парослі було здійснено сотнею УПА під командою «Кори» (Федора Корзюка)[8].
- 20 лютого;
  - сотня УПА під командуванням Григорія Перегіняка атакував радянський табір біля села Заморочення. Без власних втрат українці вбили п'ятнадцять партизанів, спалили три барака, захопили коней, продукти, шкури і запаси паперу. У той же день українці атакували радянський загін під селом Озерське і відступили під вогнем. Архів вилучено, три барака спалені[9].
  - боївка ОУН-Б под проводом Івана Климишина напала на тюрму у місті Кременець, повстанці звільнили усіх в'язнів і без втрат залишили місто[10]. Відомо, що станом на лютий 1943 року у камерах цієї в'язниці утримувалося чимало членів ОУН(б) та ОУН(м), місцевих селян, що не здали німецькі продовольчі податки, комуністів, втікачів від вивозу на примусові роботи до Німеччини.
- 21 лютого — завершилась п'ятиденна конференція ОУН-УПА за участі генерал-горунжого Романа Шухевича, що проходила в селі Теребежі в Буському районі на Львівщині. Ця конференція бандерівської ОУН була скликана з огляду на розбіжність поглядів у керівництві ОУН(Б) щодо збройного чину. На цій зустрічі було накреслено плани збройної боротьби проти німців і більшовиків. Конференція в Теребежах конкретизувала збройну боротьбу ОУН(Б), а також узгодила розширення її на ширші терени і утворення нових боївок[11].
- 22 лютого — член Проводу ОУН-Б Олександр Бусел (Ванька), прибув до штабу Поліської Січі з місією встановити контакт і виробити політичну лінію спільних дій на майбутнє, а також підпорядкувати Поліську січ ОУН-Б. Переговори зрештою не дали бажаного результату. Ось як згадував командир Поліської Січі отаман Тарас Бульба-Боровець: «Це був земляк і шкільний товариш секретаря нашої організації довоєнного часу, Геннадія Янкевича, з Клевані, Рівенської области. Особисто ми далі були приятелями, а політично — згідно з тоталітарними засадами їхньої партії — ми були „ворогами"»[12].
- 26 лютого — боївка ОУН-Б під командуванням "Орлика" (Олексій Дивак) нaпaлa нa тюpмy в місті Дубно. Булo звiльненo 60 в'язнів і вбитo 2 охоронців[13].

## Березень
- ?? березня;
  - бій підпільної групи ОУН з німецькими жандармами в селі Вербка (тепер село Білецьке) Лятичівській окрузі Кам'янець-Подільської області. У цьому бою загинув окружний провідник Лятичівської округи "Холодний" (Василь Шиманський)[14].
  - на початку місяця при переході залізничного переїзду поблизу станції Оженин Острозького р-ну на Рівненщині відділ „Гордієнка“ (сотенний Гордій Вротновський) зазнав обстрілу з боку угорської охоронної частини. В той же час сотня під командуванням „Бурсака“ провела роззброєння угорського гарнізону (60 бійців), що охороняв залізничний міст у с. Ситне Радивилівського р-ну тієї ж області. Полонених угорців відпустили на волю[15].
  - в Лaнiвцях упівці нaлaли нa пoлiцeйський пoстеpyнoк, зaбили 3-х нiмцiв. Пpи спpoбi втeчi бyв вбитий ляндвірт[16].
- 1 березня — підрозділ УПА напав на німецьку комендатуру в містечку Олександрія[17].
- 7-8 березня — в районі села Богуші 65 упівців, ймовірно, влаштували засідку на радянський партизанський загін Дмитра Медведєва. В результаті перестрілки група партизан, що також складалася з 65 осіб, була «повністю розгромлена». Партизани зазнали втрат в шістнадцять убитих і вісім поранених, а УПА втратила двох і чотирьох поранених. Вже на наступний день совєти знову атакували Богуші. Українські джерела вказують, що нападники зіткнулися з сильним опором, після чого вони організовано відступили в ліс, в той час як Совєти «в паніці бігли за Случ». Інша версія — і, ймовірно, відноситься до того ж бою — говорить про відбиття атаки, але ціною 30 убитих[18]. Радянські звіти показують перестрілку інакше. 250 націоналістів, ймовірно, при форсуванні Случа, потрапили в засідку взводу Фролова із загону Медведєва. З радянського боку троє були вбиті, один поранений і один пропав без вісті. Втрати, понесені УПА, оцінюються в 26 загиблих[19].
- 9 березня — боївка ОУН-Б під проводом Івана Климишина «Крука» напала на комендатуру шуцполіції в селі Великі Бережці. Скориставшись нападом, українські поліцаї атакували німців, вбили їх і перейшли до лав УПА[20].
- 10 березня — відділ УПА наскочив на фанерну фабрику в Оржеві (Рівненська область), де була зброя i амуніція. Втрати німців за даними УПА склали 60 вбитих і поранених; втрати УПА: 4 вбитих, серед яких і командир «Остап» (Сергій Качинський), що особисто керував боєм. Польський історик Гжегож Мотика вважає, що атака закінчилася повним фіаско, а охорона та робітничі фабрики не зазнали помітних втрат. Тільки з пропагандистських міркувань пізніше було вирішено зробити це як велику перемогу[21]. Український історик Данило Яневський висловив точку зору, що формування Сергія Качинського нікому не підпорядковувалось і діяло самотужки без санкцій «зверху»[22].
- 16 березня — біля села Узлісся упівці атакували радянську диверсійну групу 24-річчя РСЧА. Вони захопили партизана Антона Пінчука, і незабаром стратили[23].
- 18 березня — українські поліцаї вбили коменданта й утекли з поліцейської дільниці в Боремелі[20].
- 20 березня — українські партизани занищують 71 поляка в селі Деражне[24].
- 20-22 березня — з Луцька за ініціативою Степана Коваля-«Рубашенка» дезертирував господарський батальйон поліції, який налічував 320 чоловік. Разом з ним до партизанів перейшли охоронні підрозділи і районна поліція (близько 200 чоловік). Перед відходом вони в Луцьку напали на табір для військовополонених, звідки звільнили близько 40 осіб, а також відкрили збірний пункт для примусових робітників. Батальйон відступив до околиць містечка Колки, де на його базі було створено батальйон УПА на чолі з «Рубашенком»[25].
- 21 березня — за повідомленням рейхскомісара України Еріха Коха, українські «національні банди» атакували всі без винятку місцеві сільськогосподарські установи у Кременецькому районі. Вбито 12 німців, солдатів та цивільних службовців (в основному лісників), повністю знищено один об'єкт[26].
- 21-22 березня — дезертирувала вся українська допоміжна поліція в Кременці. Втікачі забрали зі складів зброю і боєприпаси і зникли в лісі. Частина міліціонерів розійшлася по домівках, інші приєдналися до мельниківського загону «Хрону» (Миколи Недзведського) і бандерівського відділу «Крука» (Івана Климишина)[27].
- 22 березня;
  - якщо вірити мемуарним спогадам радянського партизанського воєначальника Василя Бегми, під час мінування радянськими партизанинами загону ім. Ворошилова (зі з'єднання Бегми) залізниці на ділянці Дубровиця—Лунинець, загін бульбівців із села Людин під командуванням Антона Солов'я почав охороняти цю ділянку залізниці. Місцевим жителям Соловей пояснював: «Навіщо псувати дорогу? Нехай німці йдуть на схід і розбивають більшовиків» (командир загону Максим Місюра поодинці прийшов на переговори з «бульбівцями» у село Людин, але його спробували захопити. У результаті він роззброїв і взяв у полон трьох «бульбівців», забравши у них автомат та дві рушниці)[28].
  - упівці оточили школу в селі Млинівці на Тернопільщині, де знаходився німецький гарнізон з кількох людей. Будівля згоріла разом з німцями і трьома поляками[29].
- 24 березня — загін УПА Степана Трохимчука ("Недолі") та боївки на чолі з "Гонтою" (загалом 150 бійців) атакували виправно-трудовий табір Осада Креховецька (нині с. Нова Українка Рівненського району). Охорона табору не чекала нападу, тож по двох годинах бою табір був у руках партизанів. Повстанці знищили 13 окупантів і звільнили 176 в'язнів при своїх втратах в двоє загиблих і один поранений[30].
- 26 березня — упівці обстріляли Мацеїв. У погоню за партизанами німці відправили 103 поліцейський батальйон, що налічував близько 220 осіб. Відразу після виходу з міста поліцейські дезертували та створили курінь УПА, який очолив ініціатор втечі Іван Климчак-«Лисий»[25].
- 27 березня — повстанці заволоділи містечком Олика, знищивши в ньому німецьку адміністрацію[31].
- 28 березня;
  - загін УПА під командуванням Олексія Брися атакував Горохів. Внаслідок чого, місцевий гарнізон української допоміжної поліції дезертирував і приєднався до повстанців. Було захоплено приміщення банку, пошти, в’язниці, випущено декілька українських політичних в’язнів, забрано запаси борошна із млина, друкарські машинки з адміністративних приміщень, обстріляно німецькі казарми[32].
  - німецька каральна експедиція чисельністю в 1500 солдатів атакувала відділ Адама Рудика («Шавули») та сотню Андрія Довгальця («Скирди») на околицях райцентру Людвипіль (нині Соснове на Рівненщині). Бій тривав понад три години. Повстанці відбили чотири наступи, але велика чисельна перевага ворога змусила їх відступати в глиб лісу[33]. Нацисти, якщо вірити звітам УПА, втратили 58 людей убитими. В помсту вони спалили Людвиполь і сусідній Губків[34].
- ?? березня — на рубежі березня й квітня 1943 року в селі Новостав в Шумському районі німці організували розшук поліцаїв дезертирів. Сталося зіткнення, в якому загинуло 38 німців. Німці в паніці відступили. Під час бою згоріло десять селянських господарств, кілька мирних жителів загинули. В УПА втрат не було[35].

## Квітень
- 1 квітня;
  - керівник фірми «Україна-дерево» Шенк у доповіді пише, що на Волині крім радянських партизан існує велика кількість «націоналістичних партизанів», які «вимагають вільної України і відходу німців». Їхні напади ростуть навіть серед білого дня. І що з боку УПА постраждали вже багато лісопилок і загинуло близько 400 службовців і робітників[36].
  - в лісі у Цуманському районі група бульбівців чисельністю в 113 вояків вела бій з рядянськими партизанами Дмитра Медведєва. Націоналісти, маючи втрати 35 вбитими та 6 полоненими, відступили. Партизани захопили 1 міномет, 7 кулеметів, 25 гвинтівок, 8 тис. патронів, обмундирування та штабні документи[37].
  - УПА атакувало спиртзавод у селі Горинка. Одного німця вбито, шестеро українських поліцейських перейшли на бік повстанців[38].
- 2 квітня — згідно з звітом начальника поліції та СД у Костопільському районі відбувалися бої між бульбівцями та радянськими партизанами. Виною тому були, мабуть, радянські партизани, які вимагали від прихильників Бульби здати зброю. У зв'язку з цим має значення те, що комуністи провели збори в польському селі та закликали польське населення діяти проти німців разом із росіянами, євреями та циганами, а українців назвали "неблагонадійним елементом"[39].
- 4 квітня — упівці організували засідку на німецьку каральну експедицію біля села Постійне[40]. За українськими даними, внаслідок засідки було вбито близько тридцяти німців. Були затрофеєно два великокаліберні кулемети, радіостанція, два вози з боєприпасами, гвинтівки та пістолети[41].
- 6 квітня;
  - дезертирство української шуцполіції в Ковелі[42]. У повідомленні радянських партизан сказано: «Поліція вбила 18 німців, звільнила заарештованих з в'язниці і розпустила табір примусової праці»[43].
  - за даними в.о. начальника УШПР полковника Соколова в Кременецькому районі німці оголошували надзвичайний стан через напад на них в цьому окрузі українських націоналістів „бандерівців“. Німців витіснили з багатьох населених пунктів, і на початку червня їм вдалося відновити позиції за допомогою каральних загонів[44].
- 9 квітня — загін УПА атакував німецьку колону з 30 заарештованими людьми з села Шкроботівка Кременецького району. Німці втратили 7 убитих, всіх заарештованих звільнили. Упівці втрат не зазнали[45].
- 10 квітня;
  - сотня УПА "Богуна" (Володимир Корсун)[46]. напала на Степань (переодягнувшись у радянських партизанів). Розгромлені поштове відділення та міська адміністрація. Ліквідовані німецький жандарм та кілька поляків-поліцаїв[47].
  - Німці пацифікують село Княже (Горохівський район): вбивають від 172 до 425 українців і палять 40 господарств[48].
  - напад радянських та польських партизанів на УПА у селі Бутейки (убито 50 партизанів та 8 воїнів УПА)[49]. Совєти оцінили втрати українців у понад сто осіб убитими[50].
- 13 квітня;
  - підрозділ Української повстанської армії (сотня «Яреми») атакував Цумань. Німці були розбиті, загинуло близько 20 супротивників. Упівці захопили зброю, уніформу[51].
  - дезертирство допоміжної поліції з українців та козаків у Ратному. Дезертири вбили німців, а також кілька поляків, які, ймовірно, перебували у чорному списку ОУН[52].
- 17 квітня — повстанці під проводом "Вишневецького" напали на райцентр Локачі. Після трьох годин перебування в місті розгромили районну управу, захопили аптеку, два автомобілі й убили 14 поляків[53].
- 19 квітня — між сотнею УПА „Чорноморця“ (Є. Басюка), що нараховувала 120—180 осіб, і ротою мадярів, був тригодинний бій у села Будераж Здолбунівського повіту Рівненської області. На допомогу угорцям прибули німецькі війська, внаслідок чого повстанці змушені були відступити двома групами у Кременецькі і Точевицькі ліси, втративши 2-х поранених і 7 убитих. Серед угорців та німців було 15 вбитих і 19 поранених[54].
- 21 квітня — згідно з донесенням радянського партизанського командира Івана Шитова партизанські загони українських націоналістів посилюються, проте диверсійною діяльністю проти нацистів вони не займаються і ведуть проти них лише оборонні бої. Німці «з усією силою обрушилися на націоналістів», у листівках Тараса Бульбу (Боровця) називають «Дон Кіхотом», заявляють, що українські націоналісти допомагають більшовикам[55].
- 22 квітня — відділи УПА знову напали на райцентр Горохів, вивізши із містечка трофеї — одяг і харчові продукти[56].
- 22-23 квітня — загони УПА під командуванням Івана Литвинчука («Дубового») провели масштабну військову операцію у селищі Янова Долина (нині село Базальтове) Костопільського району Рівненської області. Вважається, що атака була обумовлена бажанням українських повстанців отримати вибухівку[57].
- ?? квітня — наприкінці місяця у селі Мости розвідувальний відділ УПА роззброїв 10 угорців, які при цьому добровільно здались у полон. За спробу втечі 2 гонведів було вбито, ще 2 поранено, а решта були відпущені на волю[58].

## Травень
- 3 травня — об'єднані підрозділи: курінь УПА під командуванням Івана Климишина-«Крука» та сотня ОУН(м) під командуванням Миколи Недзведзького-«Хрона» атакували Кути, де розташовувалася база польської самооборони. Українські партизани не змогли захопити без важкого озброєння добре укріплені позиції, тож відступили, знищивши дерев'яні будинки. Загинуло 53 поляки. Американський дослідник Тімоті Снайдер у своїй книзі «Відновлення націй» цитує звіт УПА, де написано, що село Кути було ліквідовано за співпрацю з гестапо та німецькою владою[59].
- 4-5 травня — повстанці з куреня ОУН-М під командуванням "Хрона" спробували захопити Шумськ, але німці відбили атаку[60]. Загинув 1 повстанець[61].
- 6 травня — у селі Набріж солдати томашовської Армії Крайової вбивають місцевого православного священника Сергія Захарчука, якого звинувачують в співпраці з Гестапо (що було безпідставно)[62].
- 7 травня — поблизу села Смига на Дубненщині загін партизан з ОУН-Мельника під командуванням «Хрону» (Миколи Недзвецького) ліквідував православного єпископа Алексія Громадського. У книзі Максима Скорупського («Макса»), чотового цього загону, повідомлялося що партизани хотіли влаштувати засідку на гебісткоміссара Мюллера. Коли під'їхала машина єпископа, вважаючи, що вони мають справу з німцями, вони відкрили вогонь. Разом з єпископом загинули ще три людини (в тому числі і його секретар). А на трупах були виявлені документи, що свідчать про співпрацю з німцями[63].
- 9 травня;
  - відділ ОУН-М з куреня "Хрона" під керівництвом "Макухи" на дав німцям пацифікувати село Буща на Дубенщині, вбивши двох противників[64].
  - УПА напала на німецьку експедицію, яка збирала реквізицію в селі Яполоть на Костопільщині. Після шестигодинного бою німці почали відступ. УПА втратила трьох вбитими і чотирьох пораненими[65].
  - німці і польські шуцмани після переможної сутички з більбівцями пацифікують села Трипутня і Грані вбивши невідому кількість цивільного наслення і частково спалили їх[66].
- 11 травня — згідно з донесенням радянських партизан німці і польські поліцаї після переможного бою з упівцями, пацифікують село Великі Цепцевичі: «poзбили нaцioнaлiстiв i зaбpaли yкpaїнськy мoлoдь для вiдпpaвки дo Hiмеччини»[67].
- 12 травня;
  - УПА напала на польську колонію Стахівка (Володимирецький район, Рівненська область), де була база самооборони. Поляки мали вогнепальну зброю (в основному карабіни), які вони отримали від німців, і, незважаючи на переважаючу силу противника, вони відбили атаку. З польського боку втрати склали 32 особи, а у УПА — ймовірно, кілька десятків[68].
  - сотня УПА „Цигана“ (Павло Цинко) влаштувала засідку поблизу села Янкевичі (тепер Іваничі) Костопільського району Рівненської області на групу німців, польських поліцаїв і угорців, які поверталися після продовольчої вилазки в українські села, внаслідок чого були повернуті всі відібрані у селян продукти[69].
- 15 травня;
  - Упівці повторили атаку на Стахівку (Володимирецький район, Рівненська область), але меншими силами. Загинули кілька людей. На допомогу полякам прийшли самооборона з Парослі ІІ та німці, які схопили трьох українських партизанів (пізніше їх повісили у Володимирці)[70].
  - УПА знову атакувала Янову Долину. Поза досяжністю німецької оборони перебували електростанція, трансформаторна і насосна станції і багато інших будівель, які спалили або підірвали повстанці. Однак того дня ніхто не загинув. Відразу після цього нападу всіх інших цивільних осіб вивезли, а в селище доставили польських поліцейських з 202-го батальйону[71].
- 19 травня — відділ ОУН-М з куреня "Хрона" зробив засідку на німецьку автоколону на трасі Судобичі-Дубно. Внаслідок атаки було ліквідовано 7 окупантів двое було поранено. Втрати УПА: 1 вбитий[72].
- 20 травня — за повідомленням радянських партизанів, бульбівці розгромили німецький гарнізон у селі Чудель, знищивши до 30 супротивників[73].
- 21 травня — загін УПА «Яреми» (Никон Семенюк) поблизу села Клесів (Сарненський район) організував засідку, в яку потрапив невеликий загін німецьких поліцейських. В ході зіткнення було вбито 26 німців. Партизани захопили два кулемета, шість автоматів і вісімнадцять карабінів[74].
- 26 травня — загін Армії Крайової влаштував бійню одночасно в двох селах Холмського повіту Польщі — Стрільці та Тугані. У першому вбито 17 українців, у другому – 6. Мотивом для різанини було те, що 1942 року німецька влада виселила з цього села поляків і на їхнє місце вселила німців та українців[75][76].
- 31 травня — німецькі війська за підтримки угорських окупаційних підрозділів оточили Точевицький лісовий масив на Рівненщині, де розташовувався відділ УПА «Чорноморця» (Євген Басюк). Під час антиповстанської операції угорські війська, за наказом німців, були залучені до прочісування лісів. Внаслідок тривалої облоги українські партизани були змушені під прикриттям ночі відступити, залишивши на місці постою заміноване поле, вступивши на яке, гонведи зазнали значних втрат. Сам «Чорноморець», за його особистими зізнаннями, отримав у бою 12 поранень. Німці та угорці недорахувалися, за повстанськими даними, 22 осіб[77].

## Червень
- 1 червня — у донесенні радянських партизан, сказано, що в лісах Острозького, Шумсього і Мізоцького районів націоналісти активізують свої дії проти німців. По 60-70 возів "виїжджають на засідки і різні операції". Відбувається навчання мобілізованих українців воєнній справі навіть з піснями. У великих селах проводять мітинги та агітацію, направлені на боротьбу проти німців і радянської влади, зобов'язують організовувати перев'язочні пункти[78].
- 1—13 червня 1943 р. партизани здійснювали облогу містечка Колки. Оточивши населений пункт щільним кільцем відділи УПА його цілковито заблокували. Після переговорів із німецькою залогою командування відділів УПА дозволило покинути містечко полякам і німцям, які вийшли наданим коридором 5 і 13 червня. Того самого 13 червня до населеного пункту увійшов курінь УПА під командуанням Степана Коваля-“Рубашенка”, який розквартирувався в містечку перетворивши його на “столицю” т. зв. “Колківської республіки”[56].
- 7 червня — керівник СС і поліції в генеральному комісаріаті Волинь і Поділля бригаденфюрер СС Вільгельм Гюнтер видав наказ № 41 про ліквідацію українських партизан і встановленні контролю над територією. Щоб відновити контроль над регіоном, німці почали антипартизанські дії в районах Любомля, Володимира-Волинського, Горохова і Дубно. Результатів це не дало, а український повстанський рух тільки посилився[79].
- 10 червня — боївка ОУН під командуванням В. Ткачука („Миколи“) здійснила вдалий напад на взвод угорців (50 осіб) поблизу с. Мощаниця Острозького району, який здійснював охорону залізничної колії. В результаті атаки були роззброєні 20 гонведів. На допомогу ворогу зі станції Кривин Кам'янець-Подільської області прибув бронепоїзд, внаслідок чого повстанці були змушені відступити[80].
- 12 червня;
  - українські партизани напали на дві роти німців та польських поліцейських між Берестівцем та колонією Уцекай у Костопільському районі. Семеро німців і п'ятнадцять польських поліцейських було вбито. Дві машини було спалено[81].
  - поблизу села Онишківці в Шумському районі, в засідці організованій куренем "Крука" (Іван Климишин) був розгромлений поліцейський конвой з Шумська. Загинуло 9 німців і поляків, декілька були поранені[82].
- 13 червня — сотня з куреня «Крука» знову напала на Стахівку (Володимирецький район). Атаку упівців підтримував вогонь із двох ручних кулеметів. Село охопило полум'я. На щастя для поляків, із сусідньої колонії Порада прибуло підкріплення. Поляки ліквідували кулеметні гнізда та змусили УПА відступити. Вранці прибули німці і розстріляли п'ятьох захоплених самообороною полонених повстанців. Однак під час сутички колонія згоріла вщент, а 22 поляки загинуло. Сенс самооборони у цій місцевості втратило сенс, тому колонію евакуювали. Під час описаного нападу упівці зазнали виключно тяжких втрат — 17 із них загинули, а п'ятеро було поранено[83].
- 16 червня — українські повстанці, прикидаючись поляками, напали на комендатуру поліції в селі Піддубці в Луцькому районі. Вбитий комендант, серетарь, та перекладач. Мотивом атаки було визволення трьох арештованих оунівців, також визволили 20 поляків. Учасники акції між собою розмовляли виключно польскою мовою[84].
- 19 червня — сотня УПА "Босоти" (Матвій Токар) нaпaлa нa нiмецьке гoспoдapствo (штaaтсгyт) в селi Угpинiв  Гopoхiвськoгo paйoнy Boлинськoї oблaстi, яке oхopoнялoся нiмцями i польскими поліцаями[85]. Hiмецькa oхopoнa сховалася в місцевій церкві, a чaстинa poзбiглaся. Пoвcтaнцi пo церкві не стріляли. У цьoмy бoю зaгинyлo 5 повстанців, а противник за українськими даними втратив 40 осіб вбитими[86].
- 20 червня — у Заболотті на Ковельщині з ініціативи Степана Радеші-«Підкови» дезертував гарнізон української допоміжної поліції із 38 осіб. Перед відходом вони у селищі підпалили всі районні установи. Поліцейські поповнили ряди куреня УПА "Буг" на чолі з Іваном Климчаком-"Лисим"[87].
- 21 червня — згідно з щоденником Семена Руднєва, біля села Дерманка бульбівці вели бій з розвідгрупою 3-го батальйону з'єднання Ковпака, вбивши двох людей, після чого розвідку довелося повернути назад[88].
- 22 червня;
  - відділ УПА зробив засідку на німецьку автоколонну з 8 вантажівок на трасі Рівне-Київ біля села Блудів[89].
  - перша спроба УПА (знищити базу[pl]) польскої самооборони в Панській Долині (колишня колонія в Дубненському районі), але полякам вдалося відбити удар. Захисники села не зазнали втрат, але більшість будівель із солом'яними дахами згоріла. Після цієї атаки гебіткомісар із Дубно видав полякам 6 карабінів[90].
- 24-25 червня — червоні партизани-ковпаківці при форсуванні річки Горинь між селами Корчин та Звіздівка Костопільського району Рівненської області зіткнулися з бійцями УПА, які намагалися перешкодити переправі. Після переговорів, ініційованих Семеном Руднєвим, справу було залагоджено і бійці УПА без бою пропустили партизанів[91][92].
- 26 червня — за повідомленням радянського партизанського воєначальника Василя Бегми, у селі Гораймівка відбувся бій між УПА та німцями. Націоналісти втратили 19 людей убитими, а німці — 4 особи. Після перестрілки німці вирішили відступити із села, але упівці влаштували на них засідку на виїзді та вбили ще 7 німців[93].
- 29 червня;
  - на дорозі Шкроботівка-Ямпіль повстанцями було розбито дві вантажівки з німцями[94].
  - упівці атакували кам'яну школу в Андріївці (не існуюча нині польська колонія в Луцькому районі), де розташовувався гарнізон із трьох німців та польського шуцманшафту. Також там ночувало громадянське населення. Упівці обстріляли будинок із малокаліберної гармати, пошкодивши його наріжник. Однак після чотиригодинного бою німці та поліцаї відбили атаку. Загинули десять поляків. В помсту німці разом із польськими шуцманами пацифікували село Красний Сад — там загинули до сотні українців[95].
- 30 червня — відділ УПА «Черника» (Дмитро Казван) роззброїв 10 угорців на Кременеччині[96].
- ?? червня;
  - атака УПА, ймовірно загону «Кори» (Макара Мельника) на Березне. У місті розміщалася 2-а рота польського 202-го поліцейського батальйону, яка відбила атаку. Однак кілька цивільних поляків загинули, а частина міста була спалена. Було також вбито бургомістра Березного[97].
  - в кінці місяця українські повстанці атакували Любитів, внаслідок чого гарнізон з 38 українських шуцманів дезертерував і приєднався до УПА[98].
  - поблизу села Стадники Острозького району місцева боївка ОУН роззброїла групу угорців, яка переганяла награбовану худобу. При цьому угорські гонведи не чинили жодного спротиву і після роззброєння були відпущені на волю[99].
  - у селі Гранівка Радивилівського району відбувся напад місцевої боївки ОУН на зерновий склад, який охороняли угорці. Останні не виявили опору, і захоплене зерно українські підпільники роздали селянам[100].

## Липень
- ?? липня — на початку місяця сотня УПА «Великана» під командуванням Михайла Кондраса здійснила засідку на німецько-угорську автоколону, яка рухалась вздовж шосейної дороги між селами Михайлівка та Ситне у Радивилівському районі. У результаті бою між відділом УПА та угорським підрозділом (300 осіб) гонведи за даними УПА втратили вбитими 50 солдат і кількох офіцерів, а повстанці, захопивши трофейну зброю, відпустили полонених угорців[101].
- 5 липня;
  - повстанські відділи сконцентрувалися на околицях Пшебраже, у якому на той час перебувала сильна база полької самооборони, з якої поляки тероризували навколишні українські села Омельне, Гавчиці, Тростянець. Бій за Пшебраже тривав добу. Під час штурму польських позицій повстанці змушені були використовувати навіть артилерію, однак взяти бази не змогли, оскільки з тилу штурмуючих несподівано атакували радянські партизани Миколи Прокопюка, які змусили повстанців відступити[102].
  - радянське партизанське з'єднання під командуванням Сидора Ковпака під час Карпатського рейду біля села Борщівка зіткнулися з партизанським загоном ОУН-Мельниківців (курінь «Хрона»). Після короткої битви (мельниківці втратили 7 убитих та 3 поранених, ковпаківці — 1 пораненого), відбулися переговори та припинення вогню. Мельниківці дали ковпаківцям 4 мішки борошна, мішок крупи, мішок цукру та ящик сірників. Трохи відпочивши, вони таємно віддалилися[103].
- 6-7 липня — радянське партизанське з'єднання під командуванням Григорія Балицького при форсуванні річки Стир біля села Куликовичі зіткнулося з бійцями УПА, які заважали переправі. Після 14-годинного бою, червоні все-таки перейшли річку. Балицький прозвітував у радіограмі Олексію Федорову про вбивство 26 повстанців, захоплення 12 гвинтівок, 700 набоїв, одного пістолета[104].
- 7 липня — біля села Людвище курінь УПА Петра Олійника-«Енея» оточив курінь ОУН-М «Хрона» (Микола Недзвецького) та розброїв. Бійці приєдналися до УПА або розійшлися. Недзвецького призначили господарчим ВО-2 «Богун». Згодом покинув УПА та вступив до УЛС (Український легіон самооборони)[105].
- 7-8 липня — за повідомленням радянського партизанського командира Івана Шитова, бульбівці в боях з польською поліцією та німцями біля села Маринин відбили у німців важкий кулемет. В цей же час радянські партизани (не встановлено, з якого загону) захопили у бульбівців 2 кулемети. Пізніше німці привели підкріплення, відбили у бульбівців кулемет, розігнали їх та спалили село Маринин[106].
- 8 липня;
  - німецька поліція напала на табір УНС (17 осіб) між селами Росохач і Майдан і його розгромила (загинуло 10–12 чоловік, 2 потрапило в полон). Уенесівці проходили вишкільну підготовку на лісовій поляні. Місце таборування виявили лісники-поляки, які донесли у дрогобицьке гестапо[107][108].
  - невдалий для загону УПА ім. Богуна бій із німцями та поліцаями-поляками (до 100 осіб) біля села Диковини. Загинув сам командир загону та троє стрільців[109].
- 9 липня — начальник УШПР Тимофій Строкач стверджує, що на початку червня німці заарештували та направили у Рівненську в'язницю українське націоналістичне керівництво м. Сарни: голову районного управління Маринюка та інших. Головою районного управління призначено поляка Оливиниського[110].
- 12 липня — польська самооборона з Пшебраже атакувала Тростянець, розгромивши в цьому поселенні підстаршинську школу УПА. Село частково спалили, а його українським мешканцям наказали переселитися кудись подалі[102].
- 13 липня — у відповідь вбивство бульбівцями ландвіртів (окупаційних чиновників, які відповідали за сільське господарство) Демидівського та Вербівського районів, німці пафифікували села Демидівка, Верба, Ужинець і Малин[111]. У одному тільки Малині вбито від 532 до 603 осіб — переважно чехи та українці. Разом із нацистами у розправі також брала участь польська шуцполіція. У Малині також було розгромлено осередок «Юнацтва» ОУН із кількох десятків людей[112].
- 15 липня — провід ОУН(р) і ГВШ УПА видали наказ про формування у Галичині Української народної самооборони (УНС) і листівку із закликом вступати до лав УНС[113].
- ?? липня — в середині місяця відбувся напад відділу УПА на угорську залізничну заставу в с. Михайлівка Радивилівського району. На допомогу угорцям прийшла підмога, і повстанці відступили[114].
- 16-17 липня — сили УПА під командуванням Івана Литвинчука-Дубового, підтримані українськими селянами з СКВ, здійснили масований наступ на велику базу польскої самооборони в районі сіл Гута Степанська та Вирка. Всього в нападі брало участь десять підрозділів УПА та СКВ, з яких було створено дві потужні бойові групи. До складу угруповання також входила "перша сотня" УПА на чолі з "Яремою". Наступ почався приблизно в 23 години вечора. Перша бойова група зачищає по черзі польські колонії Переспи, Сошники, Ужани, Гали, Тур, о 3:25 ночі упівці атакували Вирку з трьох сторін. Поляки намагалися захищатися в латинській церкві та розташованих навколо кам'яних будинках, але після двогодинного бою змушені були відступити до Гути Степанської. Одночасно інша бойова група УПА захопила польські колонії Борек, Ляди, Курорти і спалила їх, а потім безпосередньо атакує Гуту — там бій триває до обіду. За оцінками, близько 50-100 поляків із числа самооборонців та цивільних мешканців загинули під час атаки[115][116].
- 18 липня;
  - сутичка сотні УПА Гордія Вротновського-«Гордієнко» з радянськими партизанами біля села Кам'янка в Коростенському районі. Вісім партизанів вбито, затрофеєно п'ять гвинтівок і п'ять автоматів[117].
  - біля села Яполоть упівці влаштували засідку на німецький поліцейський конвой (дві вантажівки, екіпаж: двадцять німців і десять поляків із 202-го батальйону шуцманшафту), який їхав зі Степаня з реквізованими харчами. Згідно з спогадами поліцейського 202-го батальйону, що вижив, у бою загинули 24 поліцаї, троє були поранені[118].
  - вiддiл "Вороного" (Василь Левкович) знищив в Cтепaнi yкpiплeнi стaнoвищa тa спалив i висaдив в пoвiтpя тi бyдинки, якi були мiсцем пoстoю i oбopoни для нiмцiв[119].
- 20 липня — дійшло до сутичок між відділами УПА й угорськими військами неподалік Шведської Буди. Із 50 угорців, які брали участь у бою, загинуло 6 осіб і 2 гонведів було взято в полон. Повстанці про свої втрати скромно змовчали[120].
- 24 липня;
  - бiля Paдивилoвa вбитo iз зaсiдки двох пoльських пoлiцейських[121].
  - німецька каральна експедиція, у відповідь на напад УПА на Liegenschaft і загибель кількох німців, провела пацифікацію сіл Туличів, Радовичі, Літин, а також ряд польских колоній на Ковельщині. Ймовірно, було вбито кілька сотень людей, з яких 27 поляків в Абрамовцях[122]. У Радовичах і Туличові німецька експедиція зіткнулася з українськими партизанами. Свідок цих подій поляк Фелікс Будзіш розказував, що проти повстанців застосовувався літак і важка артилерія. У важкому бою з боку УПА загинуло 22 партизани, що є високою цифрою і свідчить про запеклість бою[123]. Німці, яких нібито підтримувала польська поліція, за даними УПА втратили 180 бійців вбитими[124].
- 25 липня — сотня УПА під командуванням Гордія Вротновського-«Гордієнка» під час рейду на Житомирщину атакувала лісопилку у передмісті Коростеня. Декілька німців загинули, інші втекли. Два шуцмана здалися[125].
- 27 липня — бiля Paдoвa piй УПA вбив oднoгo нiмця, 2 фoлькслoйчiв i 3 пoлякiв-поліцаїв[126].
- ?? липня;
  - підрозділ УНС під командуванням Василя Андрусяка-«Різуна» атакував Городенку, де розгромив загін шуцполіції, конфіскував її збройний арсенал і захопив вагон цукру[127].
  - у кінці місяця УПА атакувала Ківерці. У місті був розквартирований гарнізон з угорців і голландських колаборантів, які охороняли залізничну станцію. Вороги вже були завчасно проінформовані розвідкою про напад націоналістів, оскільки атаки на місто вже відбувалися раніше і були спрямовані проти поляків. В Ківерці також прибув німецький підрозділ з Луцька. Атака була успішно відбита. 30 націоналістів і супроводжуючий їх український православний капелан були взяті в полон і незабаром розстріляні[128].
  - сотні УПА "Макса", "Гірняка" і "Берези" атакували місто Берестечко, яке oхopoнялoся при дoпoмoзi пoльської пoлiцiї (шyцмaншaфт) бiля 70 oсiб. Hiмцi зaхoвaлися в муpoвaнoмy бyлинкy i вiдстpiлювaлиcя. 3a 3 км вiд мiстечкa знaxoдився державний маєток де знахoдилoсь 30 oсiб. Мaєтoк бyв oбстpiляний i зaхoплений, забpaнo мaйнo i зaxoпленo oдну вaнтaжiвкy i легкiвкy[129].
  - відбувся бій між боївкою ОУН на чолі з П. Зваричем («Славко») і взводом гонведів у селі Тайкури Рівненського району, в результаті чого було вбито 8 угорців, а решта розбіглась[114].

## Серпень
- 1 серпня — боївкa УПА пiд командуванням "Непитая" (Степан Соломко) нaпaлa i спaлила німецьке дepжaвне гoспoдapствo в селі Cимoнiв Гощанського pайoнy. Пiд чaс цiєї aкцiї пoвстaнцями бyв вбитий ляндвірт[130].
- 4 серпня — повстанська засідка на угорську моторизовану колону, неподалік села Копиткове, ворог втратив понад 30 солдатів[131].
- 5 серпня — повстанці атакували базу польскої самоборони в селі Рибча. Приблизно через чотири з половиною години бою УПА відступила. Троє мешканців села загинули. Матеріальні втрати були більшими — згоріло 42 будівлі[132].
- 5-6 серпня — в місті Сарни за даними радянської розвідки відбулися переговори представників німецької влади та Поліської січі з питань спільних дій проти радянських партизанів. Бульбівці ставили умови: звільнити Степана Бандеру та інших українських націоналістичних діячів із концтаборів та гарантування незалежності Української держави[133].
- 7 серпня;
  - в селі Берем'яни боївка СБ-ОУН атакувала відділ поліції[134].
  - біля села Острів, українська самооборона СКВ вбила десять німців, ще семеро були поранені[135].
- 8 серпня;
  - курінь УПА під командуванням «Бористеня» (Дмитро Корінець) атакував Володимирець[136]. Відразу після початку атаки 30 українських поліціантів, які дислокувалися в містечку, перейшли на бік повстанців. Учасник атаки Василь Левкович (Вороний) в своїх мемуарах писав, що німецький гарнізон, який засів в мурованій школі, був начисто розгромлений і був змушений покинути селище[137]. Упівці також взяли в облогу церку святого Юзефа, де була база польскої самоборони. На щастя для поляків, на той момент до Володимирця прибула німецька підмога, що змусило УПА відмовитися від подальшого штурму та відступити. Відразу після нападу німці евакуювали з містечка своїх солдатів та польське населення[138].
  - підрозділ УНС (39 бійців) під безпосереднім командуванням курінного Іллі Рачка (“Липея”) влаштував засідку на радянських партизан-ковпаківців на Делятинщині. Вона переросла у запеклий бій, що тривав біля трьох годин. У ньому, незважаючи на краще озброєння і перевагу в чисельності, ковпаківці втратили понад 30 осіб убитими і чимало було поранених. Серед убитих — командир ковпаківського загону Федір Карпенко. Підрозділ Рачка втрат не мав, уенесівці здобули 3 автомати ППД[139]. Ковпак у своїх документах підтверджує, що бойова сутичка відбулася, але з німцями і підрозділами дивізії СС “Галичина”[140]. Український історик Андрій Боляновський вважає, що вояки зазначеної дивізії не могли брати участі у бойових діях проти з‟єднання Ковпака, оскільки на той час тільки почався вишкіл перших добровольців[141].
- 9-15 серпня — у відповідь на повстанські атаки у Мізоцькому і Здолбунівському районах угорські військові пограбували та спалили в цих районах села Мар’янівку, Степанівку, Суйми, Білашів, Півче та Івачків. Під час проведення «продовольчої операції» в останньому проти окупантів виступив відділ УПА, який відібрав в угорців награбоване продовольство та худобу і вбив кільканадцять гонведів[142].
- 13 серпня — курінь УПА «Негуса» (командир – Сергій Олеськів) здійснив напад на місце дислокації роти угорських гонведів у селі Сторожів Корецького району. Після запеклого бою, який тривав цілу ніч, угорці зазнали втрат і відступили[143].
- 14 серпня — у Радивилівському районі українська самооборона (СКВ) вбила 32 і поранила 10 німців і поляків, що поверталися з награбованим майном[144].
- 14-15 серпня — німці зламали опір повстанців і спалили село Копитів біля Корецька, втративши, за повстанськими повідомленнями, 35 вбитими[135].
- 15-16 серпня — відбулося єдине зафіксоване в німецьких документах повноцінне бойове зіткнення кавалерійської дивізії СС «Флориан Гайєр» на Волині з УПА. Це сталося на Горохівщині, в районі сіл Підбереззя, Марковичі і Мирків. Противником кавалеристів виступила сотня Миколи Новосада («Грома») з куреня УПА під командуванням Павла Скиби («Мирона»). В районі Підбереззя підрозділи зенітного дивізіону дивізії під командуванням штурмбанфюрера СС Гельмута Бартельмеса потрапили в засідку упівців. Їх обстріляли з кулемета та міномета. Один німець дістав важке поранення. Далі есесівці були обережніші, оточили Підбереззя, проте повстанці встигли непомітно село залишити. Не знаючи про то, німці дочекалися до вечора і пішли на штурм, підпаливши декілька хат запальними боєприпасами. Підбереззя було захоплено, але внаслідок цього підпалу згоріло. Дані про втрати з обох боків відсутні. Після цього зенітники продовжили дії вночі і стрімким ударом зачистили від повстанців села Марковичі й Мирків. Усього вони вбили п'ять партизанів, двох захопили в полон, інші розбіглися по місцевих лісах. Удень 16 серпня зенітники досягли села Терешківці, де до кінця дня мали ще два «контакти з ворогом», але повстанці уклонилися від серйозного бою[145].
- 18 серпня — напад підрозділу УНС на Баундіст (Baudienst — будівельна служба) біля міста Сколе. Табір був захоплений після нетривалої стрілянини. Було звільнено в'язнів — працівників кар'єру[134].
- 19 серпня — на хуторі поблизу села Хмелівка (Костопільський район) боївка СБ-ОУН напала на штаб Поліської Січі, полонивши частину її командирів. Серед полонених була дружина Тараса Боровця, Ганна Опоченська (за походженням чешка). Трохи пізніше в листопаді Опоченську вбили нібито через те, що вона — польський агент[146].
- 19-20 серпня — українські повстанці під командуванням Юрія Стельмащука-«Рудого» атакували м. Камінь-Каширський. Під Каменем-Каширським розташовувалося німецьке летовище, в самому місті німецький гарнізон — близько 350 чоловік (в тому числі 75 бійців німецької шуцполіції, 63 польських поліцаїв і 9 працівників СД)[147]. Згідно з радіограмою начальника Рівненського обласного штабу партизанського руху генерал-майора Василя Бегми упівці вбили 70 німців[148]. Самі ж німці оцінюють свої втрати в 10 чоловік убитими[149].
- 20-23 серпня — німці пpoвели шиpoкoмaсштaбнy з6ройнy акцію пpoти yкpaїнських пoвстaнцiв Кpеменеччини. Центаральний удар бyлo спpямoвaнo нa oснoвнi бaзи Південної групи УПА (Дубнівську і Антоновецьку). B ході операції нацисти нaвiть aвiaцiю. Пpoте iм не вдaлoся дoсягти бaжaнoгo pезyльтaтy. Жертви з бoку yкpaїнських пapтизaнiв бyли мiзеpнi. Пoнaд 2 тиcячi повстанців пiд кoмaндoю Петра Олійника ("Енея") виpвaлися з oтoчення i poзсiялися вiддiлaми дo кypeня в piзних нaпpямкax. Деякі з них пoдaлися в pейд нa Житoмиpщинy i Київщину[150].
- 21-25 серпня — в селі Золота Слобода на Тернопільщині з ініціативи Романа Шухевича відбувся III Великий Збір ОУН, на якому було оформлено відмову від ідеології інтегрального націоналізму, були змінені програма і статут ОУН (б), проголошена боротьба як проти більшовизму, так і проти німецького нацизму за цілковите визволення українського народу та будівництво демократичної та соціально орієнтованої української держави[151].
- 25 серпня;
  - два куреня УПА під командування Петра Олійника (Енея) та Максима Скорупського (Макса) атакували Мізоч. У містечку був розквартирований німецько-угорський гарнізон, а також польський відділ шуцполіції. В УПА була ціль здобути цукор на місецевому заводі[152]. Бої на вулицях тривали кілька годин. Під ранок, отримавши зівстку про підкріплення противника, упівці відступили. Внаслідок атаки загинуло від 80 до 100 поляків і спалено більшість будівель містечка[153]. Втрати повстанців: 20 загиблих і 1 поранений[154]
  - на горі Магура сотня «Сіроманці» роззброїла і взяла в полон 8 аківців, які шпигували за їхнім табором[155].
- 27 серпня — в УПА були введені ранги та військові звання. Вони були прийняті за основу системи звань, заснованих на армійських званнях Української Народної Республіки 1917—1920 рр.: так все військовослужбовці іменувалися козаками і поділялися на козаків-стрільців, підстаршин і старшин. Встановлювалися підстаршинські, старшинські та генеральські ранги і ступені[156].
- 29 серпня — сoтня "Шпали" (Пилип Солонюк) влаштувала засідку на німців, якi їхали вaнтaжiвкaми пo тpaсi Львiв-Piвне. У селi

Кpyпeць Paдивилiвськoгo paйoнy вoни бyли oбстpiлянi. У peзyльтатi oбстpiлy сеpед нiмцiв бyли 3 вбитих.
Зa жepтви y пoвстaнцiв не пoвiдoмлясться. Бyлo взятo бaгaтo збpoї i oдежi, a такoж oдне aвтo. Двa aвтo бyли спалені.
- ?? серпня;
  - під час проведення мадярами каральної акції у Гурбенському лісі (на межі між Здолбунівським і Дубенським районами) сотня «Беркута» на чолі з А. Федорчуком між селами Смига і Буща організувала у відповідь засідку на угорців, внаслідок чого вони були змушені відступити[158].
  - угорський підрозділ, який за наказами німецького командування здійснював каральні пацифікаційні акції у Костопільському та Сарненському районах на Рівненщині, внаслідок несподіваної атаки боївки ОУН поблизу села Немовичі був змушений відступити до Сарн і в подальшому відмовитися від участі у боротьбі проти українських партизанів[159].
  - у результаті вдалої засідки в лісі неподалік села Янушева (15 км від Житомира) один з відділів УПА розбив угорський підрозділ, вбивши при цьому 44 гонведів без власних втрат[160].
  - загони УПА, підпорядковані Івану Литвинчуку-«Дубовому», атакували Клевань. У селищі дислокувалася одна із рот польського 202-го батальйону шуцманшафту. Крім нього, нацисти у Клевані сформували з поляків місцевий відділ поліції (нім. Eizeldienst) та місцеву польську самооборону[161]. Спочатку упівці брали гору, але на допомогу гарнізону незабаром прийшов батальйон угорців, що не дозволило солдатам УПА розгромити супротивника і захопити Клевань. Загинула не встановлена кількість мирних поляків, а кілька польських будинків було спалено[162].

## Вересень
- 4 вересня — сотні УПА «Орлика» та «Лиса» зробили засідку на колону вантажівок з німецькими й угорськими військами поблизу села Копиткове Здолбунівського району. У результаті бою було вбито понад 30 угорців, спалено 4 вантажівки, захоплено чимало зброї та амуніції. Частина гонведів змогла повернутись до Здолбунова[163].
- 6-7 вересня — у селі Вілля відбувся бій між бульбівцями та польськими партизанами. Партизани УНРА зіткнулися із загоном АК під командуванням "Бомби" (Владислав Коханський[en]) та загоном польських партизанів-комуністів імені Фелікса Дзержинського. Після бою, що тривав 24 години, поляки відступили через брак боєприпасів, втративши 23 солдати. УНРА також зазнала великих втрат: восьмеро українців (зокрема Івана Мітрингу) було вбито та 15 поранено[164].
- 7-9 вересня — триденний бій УПА з нацистами та польською допоміжною поліцією біля села Радовичі Турійського району. У бою брали участь дев'ять сотень УПА, понад 1000 повстанців та близько 2000 нацистів та їхніх польських посібників. Повстанським поєднанням сотень групи «Турів» керував Олекса Шум-«Вовчак»[165][166].
- 8-12 вересня — повстанська чота чисельністю 44 осіб під керівництвом Андрія Марценюка («Берези») увійшла до Нового Загорова. Повстанці розташувалися біля Загорівського монастиря, який на випадок зустрічі з німцями мав стати надійною точкою оборони. 11 вересня їх несподівано оточили німці. Повстанці зайняли оборону і чинили відчайдушний опір. Німці викликали на допомогу авіацію. Три літака бомбили монастир, але повстанці сховались у монастирське підземелля. Вночі з 11 на 12 вересня було прийняте рішення вириватися з оточення. Вояки УПА, використовуючи туман, як прикриття, зробили спробу прорватися. Вдалося це зробити 12 особам. Трьом, в тому числі одному важко пораненому, вдалося сховатися в закутках монастиря. 29 партизанів було вбито[167].
- 10 вересня — польська самооборона з Ружина вбиває 11 українських мешканців села Кличковичі (Ковельський район, Волинська область)[168].
- 12 вересня — підрозділ АК, який прибув із Варшави, застрелив у Львові українського професора Андрія Ластовецького. Його смерть викликала величезний резонанс у всьому місті. Незабаром ОУН помстилася, вбивши польського професора Болеслава Ялового[169].
- 14 вересня — польська банда спалила в селі Яцьковичі над Случчю 48 хат, вбила 8 мешканців і забрала 750 голів худоби[170].
- 16 вересня — боївка СБ-ОУН атакувала місцеву лікарню в місті Корець, де забрала хірургічні інструменти, медикаменти, тa тpьох сaнiтapкок. Знищений польский поліцай[171].
- 17 вересня — в Липкaх (Гoщaнський paйoн) повстанцями ліквідовано будинок штатгуту (державне господарство Рейху)[172].
- 18 вересня — у с. Ситне на Радивилівщині повстанці атакували угорську автоколону з 15-ти вантажівок. Дві машини було знищено, загинуло 9 угорців[173].
- 20 вересня — відділи «Сторчана» і «Довбенка» напали на село Грем’яче Острозького району, де поляки з німцями хотіли змолотити награбоване збіжжя. Зав’язався бій. У результаті бою було знищено біля 50 поляків. Через деякий час німцям надійшла підмога, повстанці відступили. Серед повстанців було вбито 2 вояків[174].
- 21 вересня;
  - вісімнадцять німців вирушили в село Ставок на Ковельщині, з метою пограбувати жителів, де натрапили на засідку УПА. Сімнадцять чоловік убито, один втік[175].
  - повстанці організували засідку на автоколону з угорськими військами на шляху Дубно–Радивилів. Внаслідок акції було спалено 3 машини і вбито понад 50 угорських солдат та офіцерів. Та згодом угорцям прийшла підмога, і вояки УПА були змушені відступити[163].
- 23 вересня — польська банда пограбувала українських селян в колонії Мосурській і вбила 3 українців. Того ж дня ввечері та сама банда вимордувала в селі Кладнів 10 українців і спалила 1 хату[176].
- 28 вересня — польська самооборона з Беліна вбиває в селі Руда (Володимирський район, Волинська область) 12 українців, багатьох поранено, забирає корів, коней і одяг[177].
- 29 вересня;
  - польська самооборона з Рожища нападає на село Луків і вбиває 17 українців[177].
  - у селі Грабове упівці атакували прикордонний пост (Grenschutz). Вбито 3 німців[178].

## Жовтень
- 1 жовтня — в селі Точевики, Острозького району, загони УПА напали на загін німців, які здійснювали реквізицію продовольства. 21 противник був убитий, троє поранені, п'ятеро здалися[175].
- 2 жовтня — 200 членів польської самооборони з Пшебраже разом із радянськими партизанами нападають на село Омельне в Луцькому районі. Насамперед обстрілюють його кулеметами і мінометами, спричиняючи численні пожежі, а потім починають штурм. Гине від 10 до 62 українців, нападники забирають кільканадцять штук худоби[177].
- 3 жовтня — загін українських повстанців під командуванням Омеляна Грабця напав на поліцейську дільницю в селищі Літин на Вінниччині. Безпосередньою метою атаки було звільнення двох заарештованих оунівців. Будівля була захоплена без опору. Поліцаї були роззброєні, камрадів звільнили. Також  як трофеї було захоплено 30 гвинтівок[179].
- 5 жовтня;
  - командир Поліської січі Тарас Бульба-Боровець, розуміючи безперспективність боротьби на кілька фронтів — проти нацистів, поляків, УПА та комуністів, видав указ про фактичний розпуск своїх збройних підрозділів та перехід до підпільних форм боротьби. «Під землю» пішли штаб УНРА, друкарня та невеликий загін охорони. У цей час Бульба-Боровець ухвалив рішення про ведення переговорів із німцями, з метою отримати підтримку у боротьбі з радянськими партизанами. Основними вимогами Бульби були звільнення з концтабору Степана Бандери та визнання незалежності України[180].
  - боївки СБ-ОУН атакували райцентр Козин, де розгромили paйoнoвy yпpaвy, канцелярію ляндвірта, кooпеpaтивнy бaзу[181].
  - нa пoлoнинax біля Космач (Косівський район) вишкільні підрозділи УНС мaли 6iй з нiмцями, дe вбили 20 окупантів[182].
- 6 жовтня — у Корецькому районі сотня УПА "Гордієнка" (Bpoтнoвський Гopдiй) нaпалa на групу німців і польських поліцаїв, які поверталися після продовольчої вилазки в українські села. Вбито 6 німців і 1 поляка[183].
- 8 жовтня;
  - сотня УПА з куреня "Негуса" атакує Великі Межирічі. У селі був потужний укріпрайон з близько 100 осіб, повстанці його не розромили, але oбчистили фiльвapoк (нiмецьке гoспoдapствo) i спaлили йoгo. Пoвстaнцi взяли бaгaтo хyдo6и i кoней. Cеpед пoвстaнцiв був 1 вбитий, а німці втратили 7 чоловік[184].
  - відділ УПА здійснює напад на село Нетреба (Збаразький район, Тернопільська область, прикордоння Волині та Східної Галичини), гине 17 поляків. На допомогу полякам приходить застава німецького посту прикордонників із Новиків, яка обстрілює повстанців та змушує їх відступити[185].
- 10 жовтня;
  - німці оголосили стан облоги на території дистрикту Галичина (надзвичайні суди, публічні страти, примусовий набір до Німеччини, облави). З жовтня 1943 р. до середини червня 1944 р. німецькі суди в Галичині, за словами польського історика Гжегожа Грицюка, засудили на смерть 1519 українських націоналістів[186].
  - відділ УПА роззброїв невелику групу угорських гонведів, яка прибула у село Башківці на Шумщину для стягнення продовольчого контингенту[187].
- 13 жовтня — радянський партизанський загін із бригади Антона Бринського спалив село Стара Рафалівка (нині Володимирецький район Рівненської області України), вбивши близько 60 осіб, серед них і дітей[188].
- 14 жовтня — поблизу сіл Жидичин, Милуші і Липляни підрозділ УПА оточив і розброїв мельниківський партизанський загін "Військовий відділ 7"[189].
- 15 жовтня;
  - боївка СБ ОУН атакувала німецьку каральну експедицію на чолі з ландвіртом у селі Срібне. За наявними даними, німці втратили 13 людей убитими та відступили. У СБ було два легкопоранених[190].
  - відбулися сутички вишкільних куренів УНС на полонинах Поляниця, Куратів, Явірник, Мочарки (Станиславівщина). Німці залучили два батальйони, що мали крупнокаліберну зброю та міномети. Бої тривали з десятої до п‟ятої години дня, окупанти втратили понад 20 вояків убитими (серед них двох офіцерів СС) і стільки ж пораненими[191].
- 17 жовтня — курінь УПА під командуванням Сергія Олеськіва (Негуса) атакував укріпрайон із 150 німців та козаків у селі Бараші на Звягельщині. Бій тривав 8 годин (за іншими даними — 14) і був невдалим: повстанці втратили свого командира, ще 4 бійця вбитими та 9 пораненими, і змушені були відступити[192]. За даними УПА вбито 9 супротивників та поранено половину гарнізону. Спалені були всі урядові та поліцейські будинки[193].
- 24 жовтня — під час нападу групи окупантів з 6 німців і 28 польских поліцаїв на село Кисилин місцевий відділ Української повстанської армії відбив атаку, вбивши 13 поляків і 1 німця[194].
- 25 жовтня — під час поїздки із Заліщиків до Тлустого від рук оунівців загинув окупаційний збирач податків Станіслав Зелінський[195].
- 27 жовтня — нa зaлiзничному вiдтинку Шепетiвкa-Кoзятин (Хмельницькa i Biнницькa oблaстi) нiмeцькi oфiцeри хoтiли poззбpoїти двoх членiв ОУН. Дійшло до бою, в якому один нiмeць був вбитий, a другий пopaнeний. Один iз членiв ОУН вискочив iз пoтяга i втiк, a дpyгий пoмеp вiд paн[196].
- 28 жовтня — головнокомандувач УПА Дмитро Клячківський (Клим Савур) наказав не атакувати війська союзників Третього Рейху (угорців, румунів, словаків, латвійців), домовитися з ними про нейтралітет і по можливості допомагати їм продуктами[197].
- ?? жовтня — вiддiл УПA знoвy зaaтaкyвaв Березне, яке oxopoнялoся пoльськoю пoлiцiею. Поліцаї відбили атаку, пле пpи цьoмy зaгинyлo 30 пoлякiв[198].

## Листопад
- 1 листопада — вiдділ "Добвенка" (Іван Золотнюк) aтaкyвaв oхopoнy залiзницi пoблизy станції Оженин Остpoзькoгo pайонy, лiквiдyвaв мaйнo тa живий реманент, пiдipвaв чaстинy зaлiзничнoї кoлiї i пoгpaбував потяг, який зyпинився в цьому місці. Жертв не було[199].
- 2 листопада;
  - в селі Вишеньки (Острозький район) повстанці розброїли 9 фольксдойчів[200].
  - за повідомленням радянського партизанського командира Івана Шитова, великі групи націоналістів (до 1200 осіб) вирушили до рейду з Волині у бік Києва. Зіткнувшись із німцями в лісах Житомирщини, вони «частково розбиті, а решта розбіглася і рухається назад на свої місця»[201].
  - курінь УПА "Негуса" оточив угорські війська у селі Сторожів Корецького району на Рівненщині. В результаті бою, що тривав цілу ніч, повстанці так і не змогли вибити гонведів із укріпленої позиції[202].
- 3 листопада — друга атака УПА на Мізоч, в ході якої повстанці роззброїли 190 поліцаїв, набраних з колишніх військовополонених Червоної Армії. Загинули 10 німців. Упівці втратили убитими і пораненими 7 осіб[203].
- 11 листопада — сoтня УПА "Шпaли" (Пилип Солюнюк) знищила ляндвірта і перебила його охорону (всього 20 осіб) в селі Теслугів Paдивилiвськoгo paйoнy. У pезyльтaтi бoю oхopoнa бyлa знищена, чaстинi нiмцiв yдaлoся втекти. 3гopiлo 8 будинків та пошкоджено школу. Втрати УПА: 1 убитий і 1 поранений[204].
- 12 листопада — поблизу села Кисилин боївка СБ-ОУН атакувала група з німців і польских поліцаїв, яка переганяла награбовану худобу. В результаті перестрілки загинуло 5 противників. Окупанти відреклися від худоби і втекли в Затурці[205].
- 13 листопала — німці й польські поліцаї пацифікують село Дермань Друга Здолбунівського району, де спалили 60 господарств, убили 6 і поранили З мирних жителів[206].
- 14 листопада — у селі Семидуби німці заарештували п'ятьох членів ОУН та відвезли їх до Голованівська для допиту. При цьому вони знехтували елементарними запобіжними заходами і не обшукали заарештованих. У Голованівську, під час висадки з машини, два повстанці кинули гранати в поліцейських. Вибух убив одного та поранив одинадцять поліцейських, трьох німців та двох повстанців. Троє повстанців зникли, а поранені разом потрапили до рук німців. Німці від поранених на допиті нічого не впізнали, хоч і катували їх[207].
- 16 листопада;
  - битва між Тернопільським партизанським з'єднанням імені Микити Хрущова та українськими повстанцями (загон імені Остапа, командир Адам Рудик-«Шавула») біля села Мочулянка Березнівського району. Через тактичні промахи командира УПА, бій завершився розгромом повстанців, які під час бою втратили від 56 до 72 людей убитими і понад 40 бійців УПА були поранені, а 6 потрапили в полон. Радянські партизани за власними даними втратили 2 вбитими та 3 пораненими[208][209].
  - частини УПА під командуванням Івана Литвинчука (Дубового) пішли на штурм Старої Гути[pl], (не існуюче нині село в Березнівському районі) де знаходилася база самооборони та підрозділ АК під керівництвом Владислава Коханського-«Бомби». Тяжкі бої тривали протягом усього дня. Розстановка сил змінилася із прибуттям у село радянських партизанів під командуванням Котлярьова. Тоді УПА розпочала відступ. Це був один із найбільших польських успіхів у протистоянні з УПА. Поляки втратили лише кілька людей, натомість на українській стороні було 54 загиблих та понад 40 поранених[210].
- 18 листопада — повстанці атакували лісництво в Соколівці (Золочівський район), п'ятнадцять поляків-лісників чинили опір. Відбулася запекла битва, яка тривала, за однією з версій, до півночі, а за іншою — до ранку. У сутичці загинули гайовий та один із службовців, але водночас і кілька (можливо, до десяти) упівців. Близько опівночі було досягнуто перемир'я. В обмін на звільнення двох заручників (за іншою версією заручників було п'ятеро) — повстанцям дозволили забрати вбитих та поранених та відступити[211].
- 21-22 листопада — під охороною УПА в селі Будераж (тепер Здолбунівський район Рівненської області) розпочалася Перша конференція поневолених народів, з якої веде свій початок Антибільшовицький блок народів, очолюваний Ярославом Стецьком до кінця його життя. Це була зустріч політичних та військових керівників та воїнів УПА, які представляли різні народи, поневолені Радянським союзом, з метою формування та посилення націоналістичних рухів різних народів на всій території СРСР та об'єднання їхніх зусиль у боротьбі із спільним ворогом — СРСР[212].
- 22 листопада;
  - біля села Смига загін УПА розгромив реквізиційну експедицію. За наявними даними, німці втратили 18 людей убитими та пораненими[213].
  - УПА напала на село Купичів. Воно було заселене чехами і відверто підтримувало польську сторону у Волинській трагедії, виставивши загін ополчення в підтримку дислокованого в селі гарнізону Армії Крайової. Упівці мали «танк» (трактор, обшитий панциром і оснащений малокаліберною гарматою). На щастя для захисників, «танк» під час атаки зламався, а поява підкріплення АК змусило українців відступити[214].
- 24 листопада — німці атакували загін УНС (50 осіб), дислокований в лісі в Копичинському районі на Тернопільщині. Націоналісти відступили, втративши трьох осіб[215].
- 28 листопада — упівці здійснили напад на німецькі гарнізони у селах Глушиця і Люхча в Сарненському районі та звільнили заарештованих оунівців з табору примусової праці[216].
- 29 листопада;
  - біля села Недільна німецькі шуцмани намагалися штурмувати гору Діл, де розташовувався курінь УНС «Кривоніс-2» під командуванням Антона Шкітака-«Омеляна». Маючи величезну чисельну перевагу (дві тисячі добре озброєних солдатів) і артилерію, німці зуміли виграти цей бій. У ході бою було вбито самого «Омеляна» і знищений майже увесь склад штабу куреня[217]. За даними УПА з боку німців склали 167 убитих, з боку УНС — 34 бійці[218].
  - сотня УНС “Месники” під командуванням Олекси Химинця (“Благого”) під час рейду по території Солотвинщини, захопила біля села Пороги склад зброї аківців з таким боєзапасом: три кулемети “РКМ”, один “ЦКМ”, 20 гвинтівок, 6 пістолетів, гранати, патрони, обмундирування тощо[219].
  - біля села Воля Велика під Наролем відбувся бій між підрозділами АК під командуванням лейтенанта Зенона Яхимека-«Віктора» та УНС. За польскими даними українці втратили не менше 27 людей убитими та багато поранених. З польського боку був один убитий і троє поранених, один із яких невдовзі помер[220].

## Грудень
- 2 грудня — у Дрогобичі за вбивство підпільниками ОУН обершарфюрера СС Лауфманна публічно повішено 10 заручників причетних до ОУН та УНС[221].
- 5 грудня;
  - вiддiл "Typa" iз кypeня "Птaхa" (Олександр Кoлiнський) poззбpoiв 30 шyцмaнiв. 3дoбуто збpoю i aмyнiцію[222].
  - підрозділи УНС в Галичині відповідно до рішення Проводу ОУН(б), розпочали інтеграцію в структуру УПА отримавши назву УПА-Захід. У цей час у відділах самооборони (без сільських боївок) перебувало близько 5–6 тис. чоловік[223].
- 9 грудня;
  - під час проведення реквізиційної акції німців та угорців (100 осіб) у селі Півче на Здолбунівщині дійшло до зіткнень із повстанським загоном «В'юна» та відділом азербайджанців при УПА, які перебували на околицях та виступили на захист населення. Внаслідок несподіваного нападу повстанців загін окупантів змушений був відступити[224].
  - у Володимир-Волинському районі командир Загону ім. Богуна Порфир Антонюк (Сосенко) провів переговори з обер-лейтенантом вермахту Обаштейном. було укладено угоду, згідно з якої, німці і повстанці мали утримуватися від військових дій між собою. В обмін на постачання продовольства німецькі війська гарантували утримання від репресій проти цивільного населення, зокрема від повітряних бомбардувань. Вони мали спільно боротися з радянськими партизанами[225]. Згідно з документами, здобутими радянським партизанським угрупуванням Петра Вершигори, один із пунктів співпраці між УПА та німцями стосувався поляків. Йшлося про спільну ліквідацію польських "диких банд", тобто 27-ї Волинської піхотної дивізії АК, яка формувалася на цій території[226].
- 11-12 грудня — німці розпочали великий наступ на вишкільний курінь УНС “Гайдамаки” на Калущині (поблизу сіл Липа, Слобода-Болехівська, Кропивник, Кальна), проте повстанці вчасно передислокувалися, окупанти спалили уенесівський табір і відступили[227].
- 16 грудня — сотня УНС “Сірі вовки” “Бистрого” вступила у бій з гітлерівцями у Монастириському районі. Вже на початку бою німцям вдалося захопити табір сотні із майновим запасом, проте несподіваний контрнаступ “Сірих вовків” (тривав біля 30 хв.) змусив гітлерівців відступити[228].
- 17 грудня — під час переходу угорського батальйону (500 осіб) у напрямку на Цумань поблизу села Майдан Дубенського району гонведи зіткнулись з відділом УПА, з яким не наважились вступити у бій, розпочавши переговори. За наслідками перемовин між командирами, угорцям було надано право на безперешкодний прохід через територію, підконтрольну повстанцям[229].
- 19-20 грудня — на залізничному переїзді між станціями Нова Рафалівка та Антонівка Володимирецького району угорський охоронний гарнізон зробив засідку на відділ повстанців «Хортів» під командуванням «Корбана», внаслідок якої було поранено трьох стрільців[230].
- 21 грудня — на станції Михайлівка в Радивілівському районі відбулися переговори між угорськими військовими (капітан з ад’ютантом та 13 нижчих офіцерів) та представниками Дубнівського надрайону СБ-ОУН. У ході переговорів було досягнуто домовленості про взаємний ненапад, обмін угорської зброї на українське продовольство, безпечний перехід відділів УПА через залізничні колії, що охоронялися угорцями, постачання повстанцями гонведам розвідданих про дислокацію загонів радянських партизанів взамін за повідомлення угорців про заплановані каральні акції німців в українських селах[231].
- 24 грудня;
  - у селі Великі Цепцевичі два курені УПА «Кори» (Макар Мельник) та «Ярка» (Д. Каленюк) і повстанський відділ під командуванням «Овдія» бели бій з угорською бригадою (близько 2 тис. осіб), під час якого українські партизани зазнали значних втрат і були змушені відступити. У відповідь гонведи спалили кілька садиб у селі та розпочали репресії проти мирних жителів. Внаслідок цього серед селян поширились нарікання на УПА «за зачепку мадярів»[232].
  - невідомий відділ УПА здійснив обстріл німецького війська, яке прибуло у село Мізочок Здолбунівського району для стягнення продовольчого контингенту. На допомогу останньому прибули 2 машини з угорським військом, яке відкрило вогонь по повстанцях, внаслідок чого відділ УПА був змушений відступити[233].
  - у селі Уїздці Млинівського району 5 стрільців УПА роззброїли 8 угорців. У відповідь до села прибув угорський взвод (50 осіб), який поставил ультиматум віддати до 28 грудня всю захоплену повстанцями зброю, погрожуючи спалити село. При цьому угорський командир у розмові з селянами висловив співчуття до українського визвольного руху, зазначивши, що «цілком розуміє становище українців, але такими вчинками, як цей, вони самі собі роблять шкоду»[232].
  - офіцерська школа УПА примусила до втечі гpyпy німців, як гpaбyвaлa село Черемошна[227].
- 25 грудня — в селі Дермань Рівненської області відбулись переговори між делегацією ОУН на чолі з членом Центрального Проводу  Омеляном Логушем і офіцерами угорської окупаційної армії підполковником Падані і майором Вацкенді. Угорці зобов'язались не чинити перепон УПА і допомагати їй зброєю, а оунівці обіцяли не проводити операцій проти мадярів і надавати їм всебічну допомогу. Потім представники ОУН літаком були доставлені в Угорщину, де мали зустріч з начальником угорського Генштабу та рядом офіцерів вищого командного складу. В результаті була досягнута домовленність про сумісні дії проти СРСР, за що мадяри зобов'язались надати при необхідності можливість емігрувати керівникам ОУН в Угорщину[234].
- 26-27 грудня — курінь УПА під командуванням «Ясеня» напав на польську колонію Вітольдівка поблизу Оженина. Незважаючи на те, що місцева самооборона відбила атаку, повстанцями було ліквідовано кілька десятків поляків. Втрати упівців становили четверо загиблих та двоє поранених. 3 січня 1944 року жителі колонії були евакуйовані до Острогу[235].
- 30 грудня;
  - під час квартирування сотні угорців (120 осіб) у селі Мощаниця Острозького району на Рівненщині туди вступила сотня «Тура», яка запропонувала угорцям здати зброю. Однак під час роззброєння на підмогу гонведам підійшло німецьке військо з двома танкетками та бронепотягом, відбувся бій, в результаті якого загинуло 70 угорців (за іншими даними, 5 офіцерів і понад 20 вояків). Повстанці втратили 4 вбитих та один був важко поранений (за іншими джерелами, 6 поранених) і під натиском німецького вогню відступили[236][237].
  - сотня УПА під командуванням Максима Скорупського-«Макса» за підтримки трьох гармат калібру 76 мм. атакувала заставу польських поліцаїв в маєтку Наречин поблизу Берестечка, змусивши їх відступити до міста. Тоді упівці оточили Берестечко та обстріляли його з гармат та кулеметів, вбивши кількох людей. Німецьке підкріплення прийшло лише за тиждень. До цього місцевий гарнізон шуцманшафту тримався лише за рахунок підвезення боєприпасів авіацією[238].
- 31 грудня;
  - угорське військо, повертаючись назад після пограбування разом з польськими шуцманами сіл Велика Яблунька та Собятин Маневицького району Волинської обл., було обстріляне відділом УПА, який виступив на захист українського населення. Однак внаслідок невдало спланованої засідки повстанців, угорські вояки змогли безперешкодно відступити[239].
  - великі сили упівців атакували базу польської самооборони в Оржеві. Не бачачи можливості протистояти їм, поляки вирішили відступити до розташованої на відстані шести кілометрів на заході Клевані. Загинуло близько тридцяти поляків[240].
- ?? грудня — у книзі спогадів радника МЗС Угорщини Дежу Шаї, який брав участь у переговорах з представниками ОУН та УНДО у Будапешті, згадується випадок, коли великий загін УПА (500–600 осіб) оточив і взяв у полон сотню німецьких та угорських вояків, що здійснювали реквізицію продовольства в одному з українських сіл на Волині. Після з’ясування ситуації повстанці розстріляли 11 німців і водночас відпустили 70 гонведів, навіть не роззброївши їх[241].